# Artemisia granatensis
La manzanilla de Sierra Nevada o manzanilla real (Artemisia granatensis) es una planta perenne perteneciente a la familia de las Compuestas (Asteraceae). Esta especie es endémica de Sierra Nevada, España, y se halla en peligro crítico de extinción. De hecho, se estima que quedan menos de 2000 ejemplares.

## Descripción
Es una planta perenne a diferencia de la manzanilla común que es anual;  despide un aroma semejante a ella. Posee una raíz larga, que se hinca en los pedregales de las cumbres, con profusión de tallos en torno formando césped, y  salen ramitas floríferas verticales, y cada una de ellas termina en varias cabezuelas pequeñas.
Al igual que la manzanilla fina carece de lígulas.

## Propiedades
Las gentes del lugar siempre la han utilizado atribuyéndole propiedades mágicas y curativas, si bien únicamente es útil como calmante de problemas digestivos. Sólo es posible encontrarla en Sierra Nevada por encima de los 2000 m s. n. m.

## Taxonomía
Artemisia granatensis fue descrita por Pierre Edmond Boissier y publicado en Bibliothèque Universelle de Genève  n.s., 13: 409. 1838.
Etimología
Hay dos teorías en la etimología de Artemisia: según la primera, debe su nombre a Artemisa, hermana gemela de Apolo y diosa griega de la caza y de las virtudes curativas, especialmente de los embarazos y los partos . según la segunda teoría, el género fue otorgado en honor a Artemisia II, hermana y mujer de Mausolo, rey de la Caria, 353-352 a. C., que reinó después de la muerte del soberano. En su homenaje se erigió el Mausoleo de Halicarnaso, una de las siete maravillas del mundo. Era experta en botánica y en medicina.
granatensis: epíteto geográfico que se refiere a su localización en Granada.
Sinonimia
- Artemisia basilica Webb ex Willk. & Lange[4]

## Nombres comunes
- Español: manzanilla de Granada, manzanilla de la sierra, manzanilla de Sierra Nevada, manzanilla fina, manzanilla fina de la Sierra, manzanilla real, manzanilla real de Sierra Nevada.[5]